# انجمن خدمات کتابخانه برای کودکان

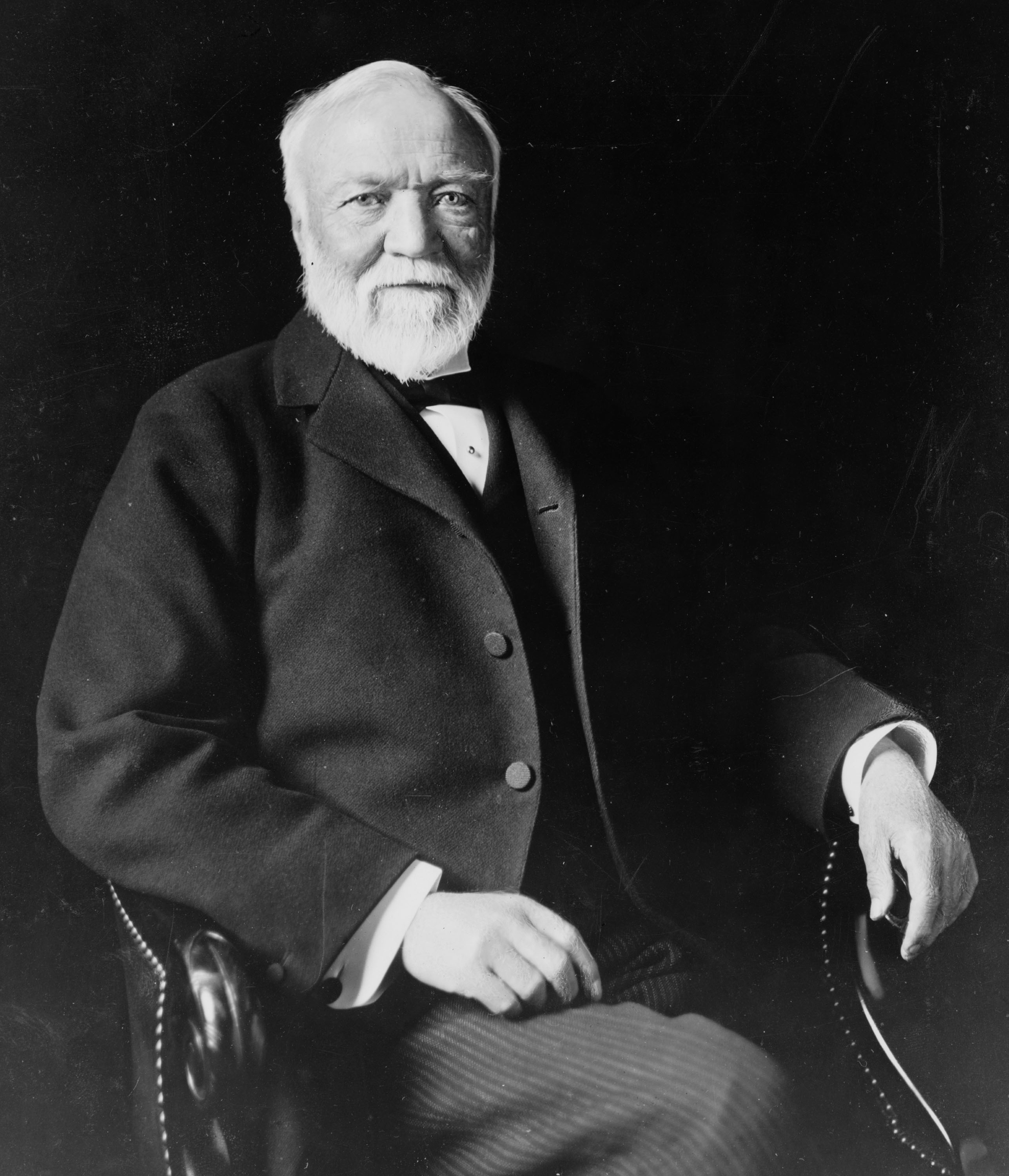
اندرو کارنگی، نیکوکار آمریکایی از بانیان و حامیان اولیهٔ انجمن به سال ۱۹۱۳

انجمن خدمات کتابخانه برای کودکان (انگلیسی: Association for Library Service to Children) یا به اختصار ALSC یک بخش از انجمن کتابخانه‌های آمریکا است که بزرگترین سازمان جهانی اختصاص داده شده در جهت خدمات کتابخانه‌ای به کودکان است. اعضای این انجمن با هدف و ایجاد آینده‌ای بهتر برای کودکان از طریق کتاب و کتابخانه تلاش می‌کند، عضویت و موارد این مجموع شامل کودکان و جوانان کتابدار، کارشناسان ادبیات کودک و نوجوان، ناشران، آموزش و پرورش، مدارس کتابداری و اعضای هیئت علمی است، انجمن ALSC نزدیک به ۶۰ کمیتهٔ فعال و نیروهای فعال در این کمیته‌ها را در بر می‌گیرد، از جمله برنامه‌های در حال توسعه برای جوانان و آموزش مداوم، انتشار مجلات و منابع برای کتابداران و ارزیابی و اعطای مجوز برای فعالیت در این زمینه‌ها می‌باشد. این مجموعه همچنین در زمینهٔ استاندارد سازی در زیر مجموعه‌ها شامل، خدمات کتابخانه به کودکان از طریق به روز رسانی منظم صلاحیت برای کتابداران، کتابخانه‌های عمومی و ناشران را بر عهده دارد. در برنامه و اولویت فعالیت این انجمن چند مورد برجسته وجود دارد که شامل موارد زیر می‌باشد
- خدمات
- برنامهٔ مدون
- توسعهٔ مستمر
- توسعهٔ مجموعه و زیر مجموعه‌ها
- شیوه‌ها و اصول اداری

این انجمن همچنین در اعطای نشان‌های کالدکوت و نیوبری به آثار برگزیدهٔ کودک و نوجوان در هر سال نقش بسزایی دارد.